# エンヴェル・ホッジャ
エンヴェル・ホッジャ（アルバニア語: Enver Hoxha, アルバニア語発音: [ɛnˈvɛɾ ˈhɔdʒa], 1908年10月16日 - 1985年4月11日）は、アルバニアの政治家、共産主義者。アルバニア労働党第一書記、1944年から1954年までアルバニア人民共和国首相を務めた。スターリン主義（ホッジャ主義）への固執からアルバニアで鎖国を行った独裁者として知られる。

## 来歴・人物
ホッジャは1908年10月16日、当時はオスマン帝国統治下だったアルバニア南部のジロカストラでイスラム教徒の家庭に生まれる。ホッジャの父親は布商人でホッジャの幼年時代にヨーロッパを渡り歩き、ホッジャは叔父のハイセン・ホッジャの影響を強く受けた。ハイセンはアルバニア独立運動の闘士であり、独立後の抑圧的な政府に対する反対活動を行った。エンヴェル・ホッジャは叔父ハイセンの考えを受け継ぎ、1928年、ゾグー1世が政権を握った後には更にその考えを強くした。

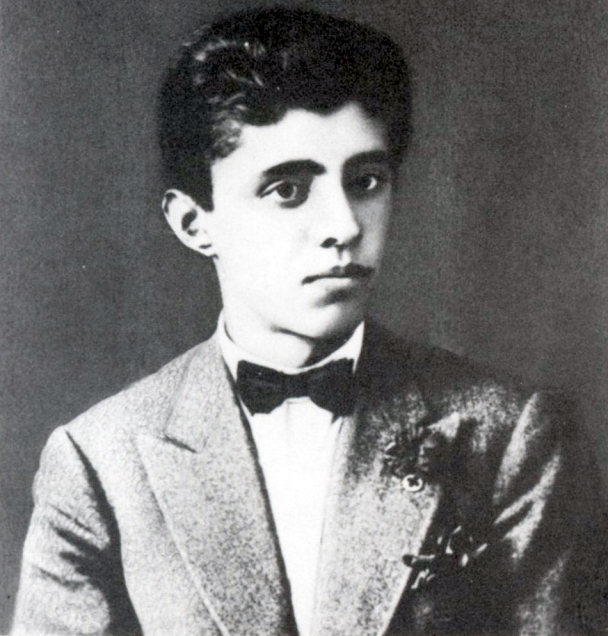
18歳のホッジャ

1930年、ホッジャは奨学金を得てフランスのモンペリエ大学に入学する。しかし、政治への関心を強く持つようになり、学問を捨てて1年ほどで退学、フランス共産党に入党。同党の機関紙『ユマニテ』紙にアルバニア王国政府批判の論文を掲載する。1934年からホッジャは在ブリュッセルアルバニア領事の秘書を務めながら、大学で法律を学んだ。その後1936年にアルバニアに帰国しコルチャで中学校の教師となった。

## 政治経歴

### レジスタンス活動

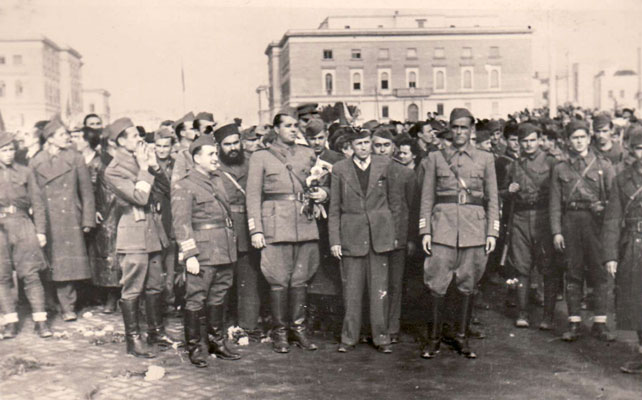
ティラナを掌握するホッジャの部隊（1944年）

1939年4月、イタリアがアルバニアに侵攻すると、ホッジャはアルバニア・ファシスタ党への参加を拒絶したため教師の職を解雇される。ホッジャはティラナでタバコ屋を開き、間もなくそこには共産主義者達が集うこととなる。ホッジャはヨシップ・ブロズ・チトーらユーゴスラビアのパルチザンによって支援され、1941年11月にアルバニア共産党（1948年以降はアルバニア労働党）を結成し、レジスタンス運動を展開した。同党は1944年11月に政権を樹立し、ホッジャが首相に就いた。

### アルバニア建国
戦後の1946年にアルバニア人民共和国の建国を宣言、最高指導者となった。ホッジャは正統派マルクス・レーニン主義を宣言し、ヨシフ・スターリンを崇拝した。ソ連寄りの政策を取り、スターリニズムに基づく社会主義国家建設を目指した。1948年にはソ連と対立してチトー主義を掲げたユーゴスラビアとの国交を断絶した。また1949年、ホッジャはユーゴスラビアとの関係を支持したコチ・ヅォヅェ国防大臣への処刑を行った。1954年首相職をメフメット・シェフーに譲るが、引き続き労働党第一書記として権力を揮った。スターリンの死後、ソ連の最高指導者となったニキータ・フルシチョフによって「スターリン批判」が行われるとソ連との外交関係を絶ち、プラハの春におけるソ連の軍事介入を批判して1968年に軍事同盟のワルシャワ条約機構を脱退した。

### 中国への接近と断絶

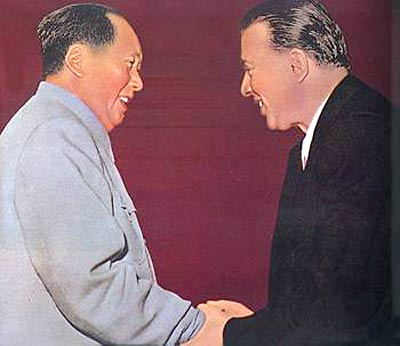
毛沢東（左）と面会するホッジャ（1956年）

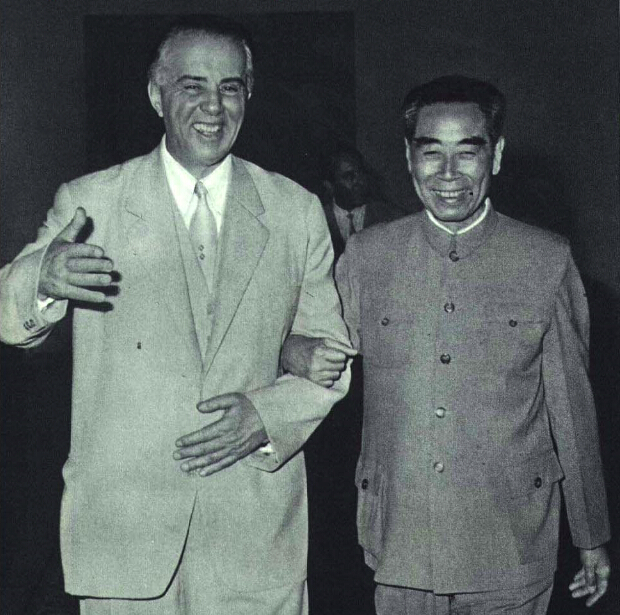
ホッジャと周恩来（1966年）

ソ連と国交断絶したアルバニアとホッジャは、中華人民共和国に接近した。アルバニア人民軍は人民服風の軍装を着て56式自動歩槍（とそのコピーのASh-78）と59式戦車や戦闘機のJ-6など大量の中国製武器で武装して東西冷戦時代のヨーロッパでも異様な軍隊となっていた。1967年には中国の文化大革命にも影響され、「世界初の無神国家」として、無神論を国家（政府）の原則とし、全ての宗教を完全に否定かつ禁止して全国の教会とモスクを閉鎖させ、あらゆる信仰の表明は、公的にであれ私的にであれ、違法となった。一方で、農業や教育を重視して識字率を5%から98%に改善して食糧の自給も達成した。また、水資源開発を進め、中国の援助でヴァウ・デジェス水力発電所を建設して電力の半分を賄った。
1971年には国際連合でアルバニア決議を共同提案して国際社会で友好国の中国が確固たる立場を築くのに一役を買った。しかし、ホッジャは翌1972年のニクソン大統領の中国訪問には批判的であり、リチャード・ニクソンを「熱烈な反共主義者」と嫌った。1976年にホッジャは毛沢東の葬儀に出席するも、中国がフランコ体制下のスペインやチリのアウグスト・ピノチェト政権など反共的な国々と国交樹立したことや中国の3つの世界論は「第三世界の超大国」になることを目論んでいるとホッジャは批判しはじめ、華国鋒・鄧小平時代となると中国からの援助は途絶えた（中ア対立）。

### ホッジャ主義

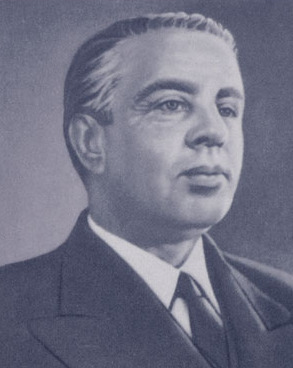
60歳当時のホッジャ（1968年）

1975年に米ソデタントの波から東欧諸国と西欧諸国が参加した全欧安全保障協力会議とヘルシンキ宣言も拒否して欧州の安全保障の枠組みからも外れたアルバニアは隣国のギリシャやユーゴスラビアとも領土問題を抱え、アルバニアを国際社会から隔離させる鎖国政策を断行することとなった。1978年に「アルバニアは世界で唯一マルクス・レーニン主義国家である」と宣言し、独自のホッジャ主義を提唱した。ホッジャはユーゴスラビアのチトーだけでなく、同様にソ連と距離を置いていたルーマニアのニコラエ・チャウシェスク、さらに北朝鮮の金日成に対してもマルクス・レーニン主義に反すると批判して共産圏の陣営でも孤立を深めた。また、西欧諸国の共産党がユーロコミュニズムに転向すると、「ユーロコミュニズムは反共主義である」という論文を発表し、以後はニュージーランド共産党や日本共産党（左派）（長周新聞、劇団はぐるま座）を始めとする「アルバニア派」と呼ばれる各国の政党と関係を持ち、後にアルバニア派政党の国際組織も結成されている。
1981年、ホッジャは、数名の党および政府高官の処刑を命じ、新たな粛清を行った。当時のメフメット・シェフー首相は1981年12月にアルバニアの指導者間闘争が原因で自殺したと伝えられたが、おそらく粛清に巻き込まれたと考えられている。

### 死去

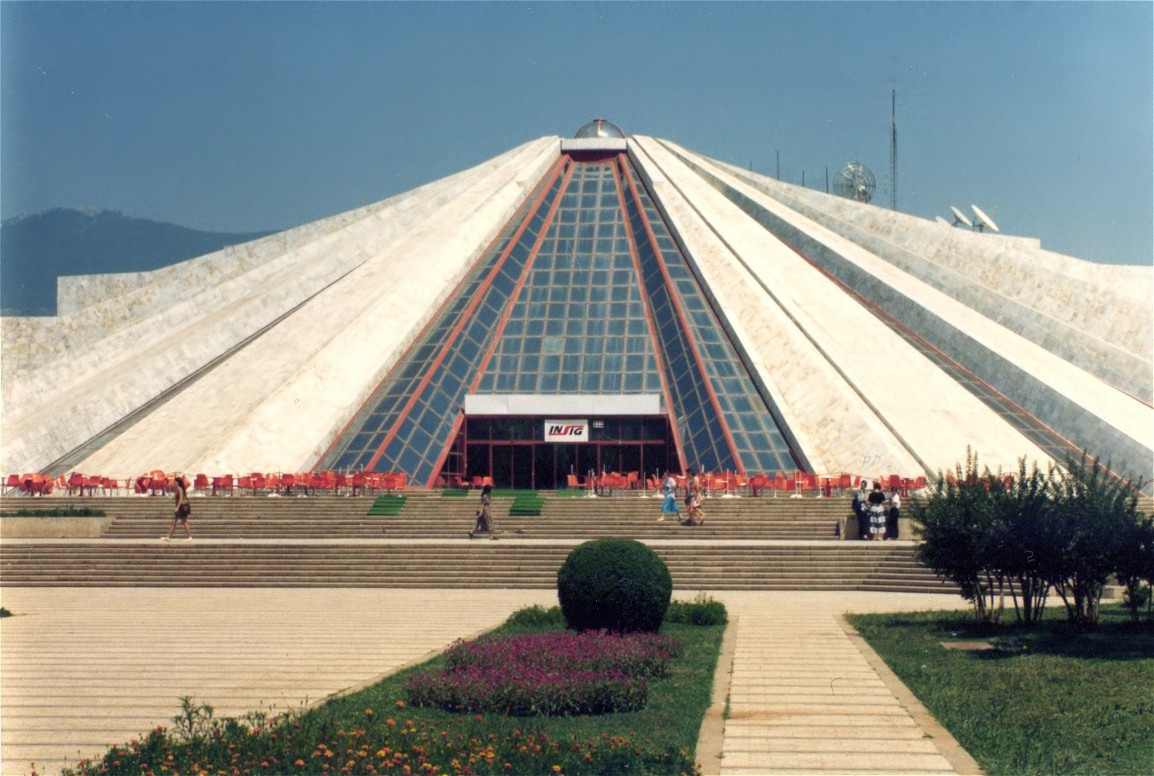
ホッジャ廟

ホッジャは1985年4月11日に死去した。76歳没。葬儀に際しては、ホッジャの遺言により外国政府の弔問は弔問外交の場になるとしてことごとく拒否され、ソ連からの弔電は突き返され、外国人ジャーナリストの入国は許可されなかった。1988年10月14日には、ティラナにピラミッドの形をしたホッジャの霊廟（ホッジャ廟）が開館した。

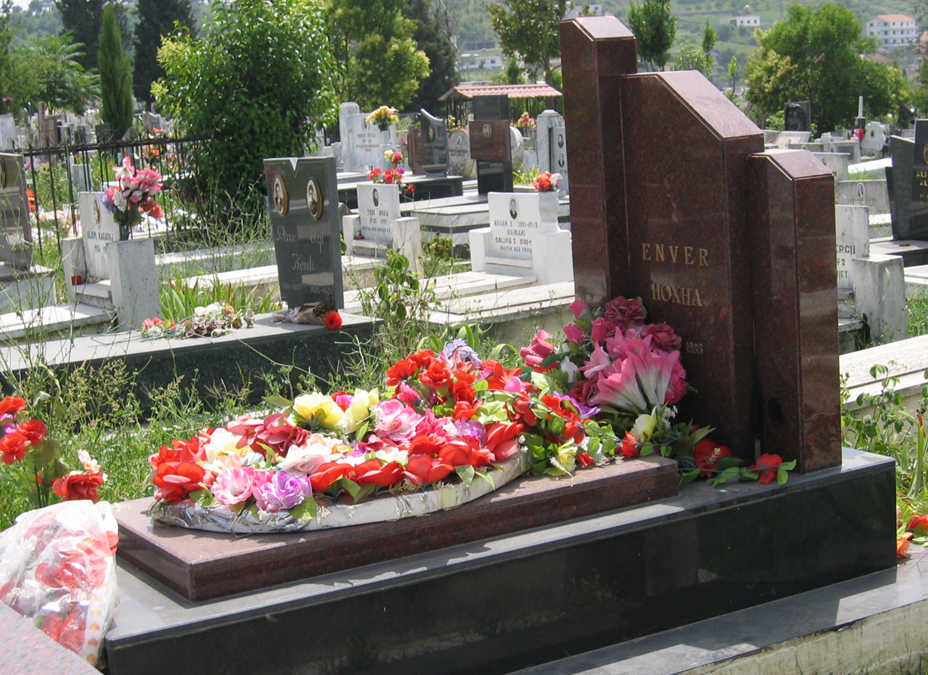
ホッジャの墓地（2006年）

ホッジャの死後、後継者のラミズ・アリアの下でアルバニアの内政および外交における開放が進むことになった。東ヨーロッパにおける共産主義の退潮が鮮明になるとともに、アルバニアも1990年に一党独裁を放棄し、アルバニア労働党は社会党へと改名したが、1992年の選挙では大敗することとなった。同年にはホッジャの霊廟も閉鎖され、遺体は霊廟よりも比較的小規模な墓地に改葬された。エンヴェル・ホッジャ博物館も閉鎖され、解体した上で国会議事堂やショッピングモールの建設が予定されたが、解体反対の署名活動を経て、2018年には若者向けのITセンターへの改装計画が浮上、2023年に正式にオープンした。

## 著作
- 「アルバニア労働党第7回大会における報告」人民の星社、1977年
- 「修正主義と闘うアルバニア労働党」人民の星社、1978年
- 「帝国主義と革命」人民の星社、1978年
- 「ユーロコミュニズムは反共主義である」1980年
- 「スターリンと共に」1981年